# Spoorlijn Corbeil - Étampes
De Spoorlijn Corbeil - Étampes was een Franse spoorlijn ten zuiden van Parijs van Corbeil-Essonnes naar Étampes. De lijn was 55 km lang.

## Geschiedenis
De lijn werd aangelegd door de Compagnie des chemins de fer de grande banlieue en geopend op 8 juni 1912.
Tussen Corbeil en Milly en tussen Maisse en Étampes werd de lijn gesloten in 1949. Tussen Milly en Maisse was er tot 1953 nog goederenvervoer.

## Aansluitingen
In de volgende plaatsen is of was er een aansluiting op de volgende spoorlijnen:
Corbeil-Essonnes
RFN 745 000, spoorlijn tussen Villeneuve-Saint-Georges en Montargis
RFN 746 000, spoorlijn tussen Corbeil-Essonnes en Montereau
Maisse
RFN 745 000, spoorlijn tussen Villeneuve-Saint-Georges en Montargis
Bouville
lijn tussen Bouville en La Ferté-Alais
Étampes
lijn tussen Étampes en Arpajon